# Erica infundibuliformis
Erica infundibuliformis är en ljungväxtart som beskrevs av Friedrich Gottlieb Bartling. Erica infundibuliformis ingår i släktet klockljungssläktet, och familjen ljungväxter. Inga underarter finns listade i Catalogue of Life.